# Mikroregion Itaituba

Mikroregion Itaituba

Mikroregion Itaituba – mikroregion w brazylijskim stanie Pará należący do mezoregionu Sudoeste Paraense. Ma powierzchnię 190.427,1 km²

## Gminy
- Aveiro
- Itaituba
- Jacareacanga
- Novo Progresso
- Rurópolis
- Trairão